# Heteroconis nigripennis
Heteroconis nigripennis is een insect uit de familie van de dwerggaasvliegen (Coniopterygidae), die tot de orde netvleugeligen (Neuroptera) behoort. 
De wetenschappelijke naam Heteroconis nigripennis is voor het eerst geldig gepubliceerd door Meinander in 1969.